# Trenzando
Trenzando es un proyecto cultural itinerante chileno que reutiliza la red ferroviaria de transporte para descentralizar el acceso a la cultura, la ciencia y la tecnología, reactivando antiguas estaciones de tren como espacios comunitarios y de creación.

## Historia
La idea del proyecto Trenzando surge en 2010, y se concretiza en 2015 al alero de la Fundación ACTO, cuando un grupo liderado por las hermanas Gutiérrez Crocco, decidió enfrentar la progresiva pérdida del patrimonio ferroviario del país mediante una plataforma cultural móvil. La infraestructura principal –la Nave Trenzando, una serie de contenedores de carga adaptados para el transporte de espacios y materiales, así como alojamiento para voluntarios– fue construida entre 2016 y 2017 gracias a fondos del Consejo Nacional de la Cultura y las Artes (Fondart) y aportes privados.  El proyecto se lanzó públicamente en enero de 2018, iniciando una primera itinerancia por cinco localidades: San Rosendo, Estación Yumbel, Rucapequén, Rungue y Ocoa.
Trenzando se define como «una plataforma de cooperación territorial, basada en la reutilización del sistema ferroviario, que busca crear mayores oportunidades de desarrollo en territorios no metropolitanos, fortaleciendo las identidades locales y descentralizando el acceso a conocimientos y tecnologías». Entre sus metas destacan el reactivar estaciones patrimoniales en desuso mediante programación cultural, fomentar la participación comunitaria y el intercambio de saberes locales, y vincular arte, ciencia y tecnología a procesos de desarrollo territorial. Con este proyecto, Trenzando ha consolidado una red de colaboraciones estratégicas que le permite desplegar su programa cultural sobre rieles: la empresa de carga FEPASA traslada la Nave Trenzando entre estaciones, mientras que el Grupo EFE, a través de su filial FESUR, facilita los permisos y la logística para el uso de la infraestructura ferroviaria. El sostenido respaldo financiero proviene del Ministerio de las Culturas, las Artes y el Patrimonio, mediante fondos concursables como Fondart y el Programa PAOCC. A nivel territorial, municipios como los de Hijuelas, Til Til, Llay Llay, Yumbel y San Rosendo, entre otros, contribuyen con gestión local, difusión y recursos básicos, consolidando así una alianza público-privada-comunitaria que da sustento al proyecto.

### Primer ciclo itinerante
El 20 de mayo de 2018, a un costado de la Carbonera de la estación San Rosendo y en dependencias de la Nave Trenzando —proyecto cultural itinerante que permaneció sobre rieles, frente a la población 25 de Octubre de San Rosendo, durante mayo y junio— se presentó el cantautor nacional Mauricio Castillo, conocido como Chinoy, en el marco de su «Gira Despedido»; la actividad, organizada por el proyecto Trenzando y la Municipalidad de San Rosendo, buscó generar espacios de cultura y potenciar las expresiones artísticas de la comuna los fines de semana.
Posteriormente,el sábado 16 de marzo de 2019, en el marco de la residencia de Trenzando en la estación Yumbel, la comunidad local se reunió en el recinto estación para la jornada «Soñando la Estación» donde se desarrollaron actividades de rehabilitación de la infraestructura en la estación. La actividad incluyó la participación del muralista Alejandro «Mono» González y el cantautor nacional Tata Barahona. La residencia del centro cultural se extendió hasta el 6 de abril e incorporó talleres, ciclos de cine, ferias y conciertos abiertos a todo público.
Los días 25 y 26 de mayo de 2019, la estación Ocoa fue sede de la celebración del Día del Patrimonio Nacional organizada por Trenzando —organización que desarrolló actividades en el recinto estación durante mayo y junio a través del uso de sus vagones ferroviarios adaptados—. Entre las actividades se desarrolló el panel «Memoria y Patrimonio Cultural», se inauguró la muestra fotográfica «Estaciones ferroviarias del Valle de Ocoa», se instaló el «Proyecto Escritura» y se presentaron agrupaciones folclóricas locales, cerrando la jornada con el concierto de la banda Juana Fe, además de actividades sociales y de exploración local.
Entre el 11 de agosto y el 7 de septiembre de 2019, la subestación ferroviaria de Rungue acogió a Trenzando, cuyo programa incluyó mapeos colectivos sobre memoria e identidad territorial, talleres de gestión de proyectos y medioambiente (reciclaje, uso del agua, residuos y huerta infantil), una Feria del Deporte, la actividad «Baila Como Quieras», el proyecto de escritura «Trenzando palabras», ciclos de cine al aire libre con filmes chilenos como La nana (2009) —seguido de conversatorio con la actriz Catalina Guerra—, Gloria (2013) y Taxi para tres (2001), una feria gastronómica local con Teatro de Animación Lambe Lambe, el registro sonoro «Voces Runganas», un paseo patrimonial por hitos históricos de la zona, presentaciones musicales de artistas locales y del conjunto Los Celestinos.

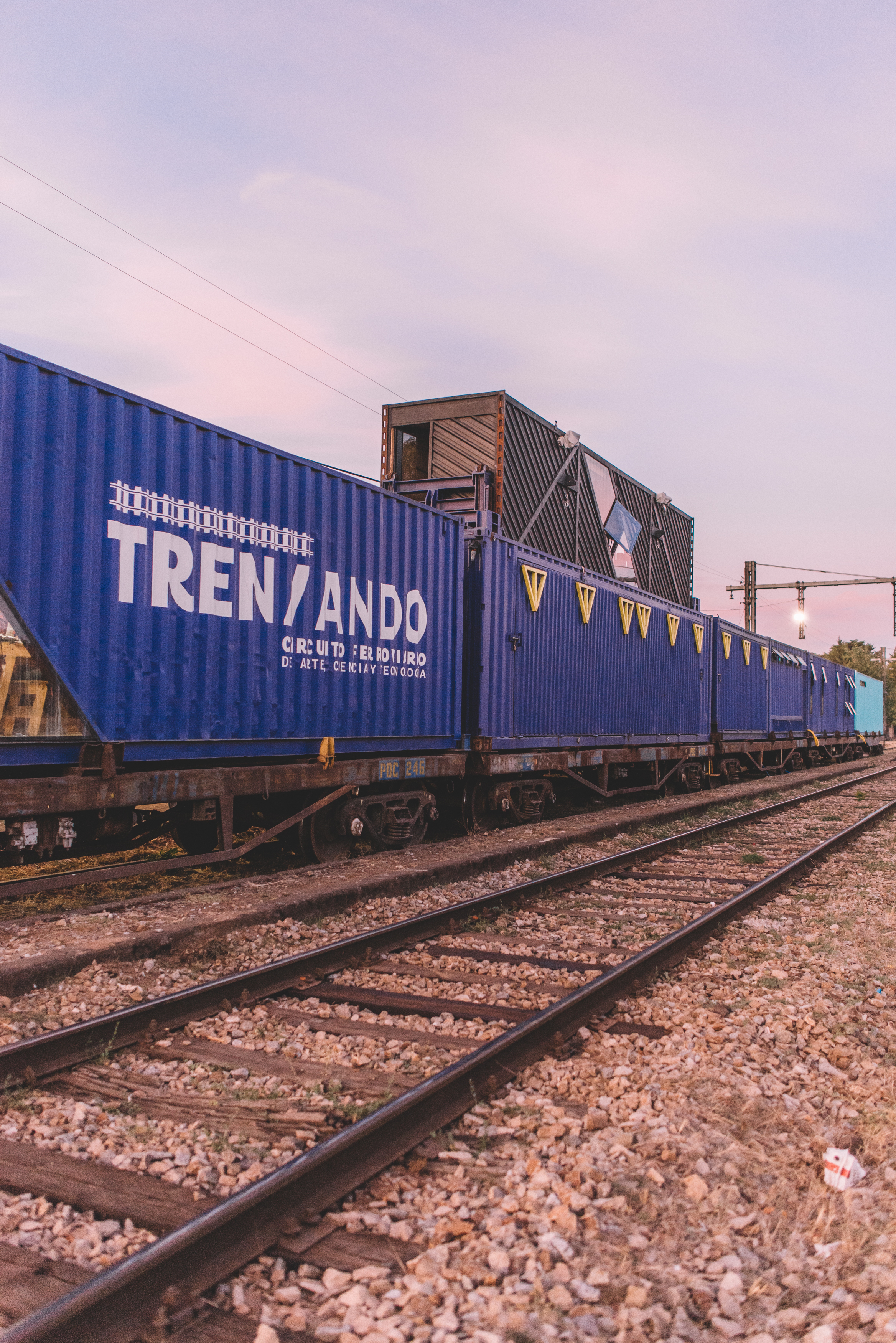
Nave de Trenzando en Estación Yumbel, Región del Biobío.

### Proyectos posteriores
En octubre de 2020, Trenzando lanzó el concurso de ideas de arquitectura «Rehabilitación de estaciones ferroviarias / Red Trenzando», invitando a arquitectos, estudiantes y equipos interdisciplinarios a proponer proyectos para la puesta en valor del patrimonio ferroviario de cuatro estaciones: Rungue (Región Metropolitana), Ocoa (Región de Valparaíso), Yumbel y San Rosendo (Región del Biobío); la convocatoria buscó sentar las bases para futuros desarrollos comunitarios, con inscripción hasta el 9 de noviembre y entrega digital de propuestas hasta el 27 del mismo mes, en el marco de una alianza entre Trenzando, organizaciones locales e instituciones públicas y privadas. Los ganadores fueron anunciados en marzo de 2021.
En su ciclo de durante 2023 —llamado «Itinerancia 2023 – Tren de las Culturas»— la nave dio conciertos, teatro, cine y talleres en las estaciones de Ocoa (Hijuelas), Rungue (Til Til) y Llay Llay, realizado entre noviembre y diciembre.
Para 2024, se vuelve a desarrollar el proyecto —llamado «Itinerancia 2024 – "Trenzando el Sur"»— donde se desarrolalron ciclos de actividades en las estaciones Rucapequén, Yumbel y San Rosendo. Incluyó residencias artísticas binacionales con Colombia y muestras comunitarias.
En abril de 2025 se presentó el documental «Trenzando: memorias y relatos del tren» en Valparaíso, dentro del marco del evento nacional Trenes Culturales.

### Preservación digital

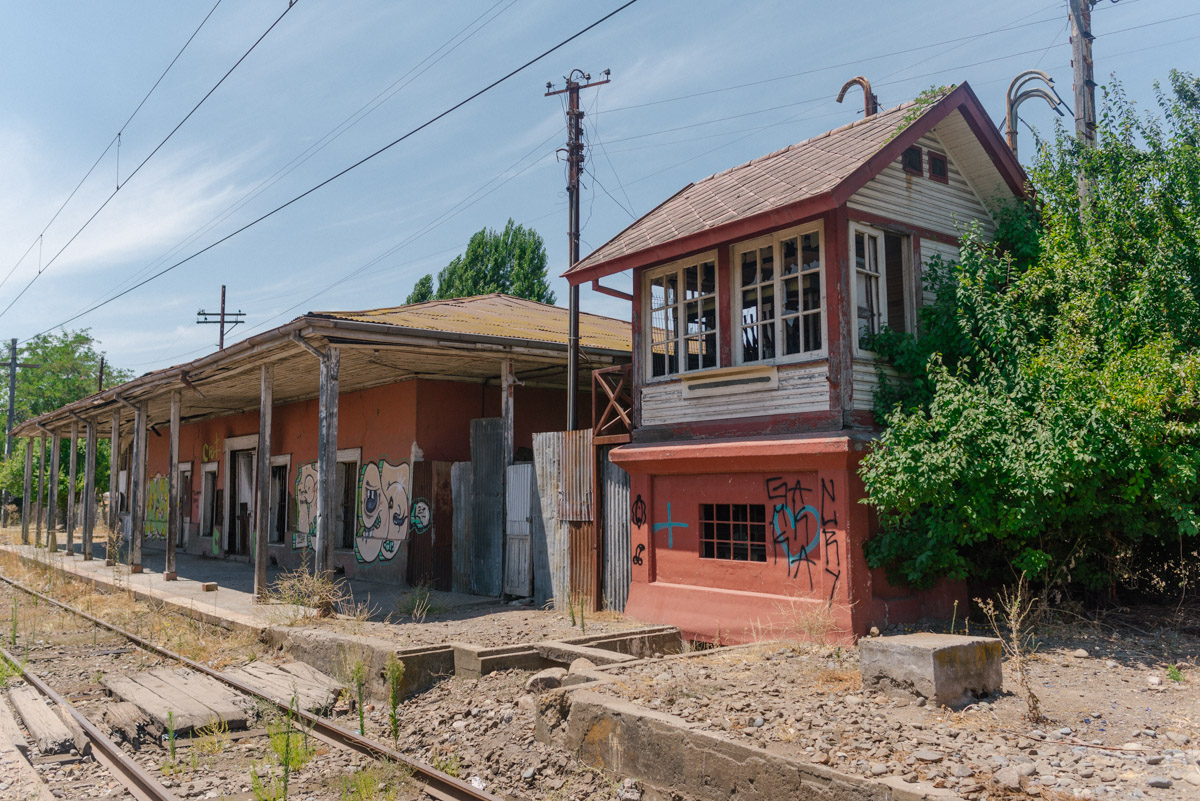
Fotografía de la estación Teno, tomada por el equipo Trenzando en noviembre 2022 y liberada con licencia CC. La estación fue destruida por un incendio un mes después.

En 2022 se lanza la plataforma colaborativa «Archivo Ferroviario Digital», con el fin de mapear el estado de más de 170 estaciones a lo largo del país y socializar información patrimonial, recopilando las experiencias e historias de las personas que habitan en los alrededores de la estación.
Durante 2025 junto con Enterreno y Wikimedia Chile se desarrolló la campaña de Recopilación de Fotografías y Relatos históricos del Patrimonio Ferroviario.

### Música
La línea musical de Trenzando se articula en torno al Estudio Nave, el estudio de grabación portátil incorporado a la infraestructura de la Nave, con el que en 2019 se registraron cuatro discos de música original pertenecientes a las estaciones Yumbel, Ocoa, Rungue y Rucapequén. Entre esos registros destaca el álbum «Sonidos Estación Rungue»— catorce temas grabados durante la residencia de 2019 y financiado por el Fondo para el Fomento de la Música Nacional— que documenta a músicos y poetas de esa localidad.
Para proyectar esta producción fonográfica, en noviembre de 2024 la organización dio origen al Sello Trenzando, plataforma que debutó con el doble LP «Tren de la Memoria», integrado por dieciocho composiciones colectivas y registros patrimoniales de más de treinta artistas de seis estaciones de la red; el disco, grabado y producido en el Estudio Nave por Antonio del Favero y Felipe Cadenasso, se presentó oficialmente en la Feria Pulsar de Santiago. Además del catálogo Discos Trenzando —que compila la tradición sonora de cada estación visitada— el sello publicó en diciembre de 2024 el EP colaborativo «Trenzando el Sur», fruto de las residencias binacionales organizadas junto a Comfama y Descomunal de Medellín, en el que seis artistas emergentes de Chile y Colombia exploran duetos creados y grabados durante la itinerancia.

## Infraestructura ferroviaria

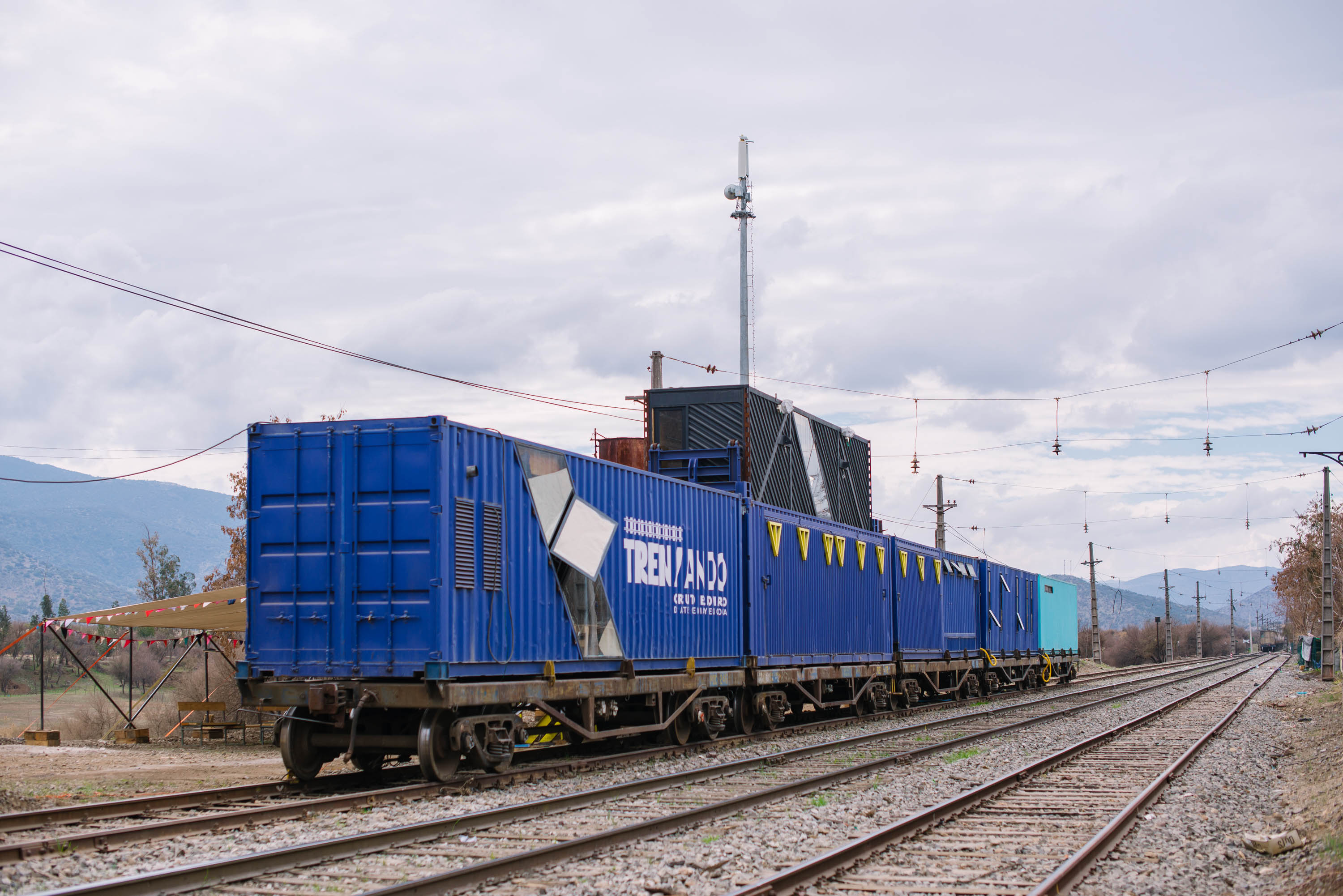
Nave Trenzando en la estación Rungue, comuna de Til Til.

La Nave Trenzando es un centro cultural móvil compuesto por seis contenedores marítimos de 40 pies interconectados, diseñados para desplazarse sobre carros de tren de carga gracias a la alianza con FEPASA y para instalarse en las vías secundarias de las estaciones.
Cada módulo cumple una función específica, conformando un dispositivo autónomo que puede operar en localidades sin equipamiento cultural:
- Estudio de grabación: cabina insonorizada y sala de control que permite registrar audio multipista en terreno, base de los proyectos fonográficos de la red.
- Residencia: diez camarotes equipados para alojar al equipo itinerante, con almacenamiento y climatización básica.
- Módulo de baños: servicios sanitarios completos para usuarios y tripulación.
- Cocina y comedor: espacio habilitado con mesón y equipamiento gastronómico; dos portalones abatibles convierten el contenedor en un comedor abierto al exterior.
- Escenario / oficina: uno de los laterales se despliega como escenario al aire libre para conciertos, cine o charlas; en su interior, un intramódulo elevable forma una oficina en un segundo nivel con capacidad para diez personas.
- Taller multiuso y bodega: mesas regulables a tres alturas permiten adaptar el espacio a ferias, laboratorios o exposiciones, además de almacenar equipamiento.

El conjunto cuenta con conexión eléctrica trifásica y depósitos de agua, lo que —sumado a la logística de apoyo local— le otorga operatividad autónoma durante semanas en localidades sin infraestructura cultural.
Originalmente concebida en 2017 como un bloque de cinco contenedores, la Nave fue ampliada a seis para incorporar el estudio de grabación y optimizar la bodega.
Su radio de acción cubre la red ferroviaria de carga entre las regiones de Valparaíso y Los Ríos, con acceso potencial a más de 170 estaciones a lo largo de más de 3 000 km de vía.